# قازان‌گل

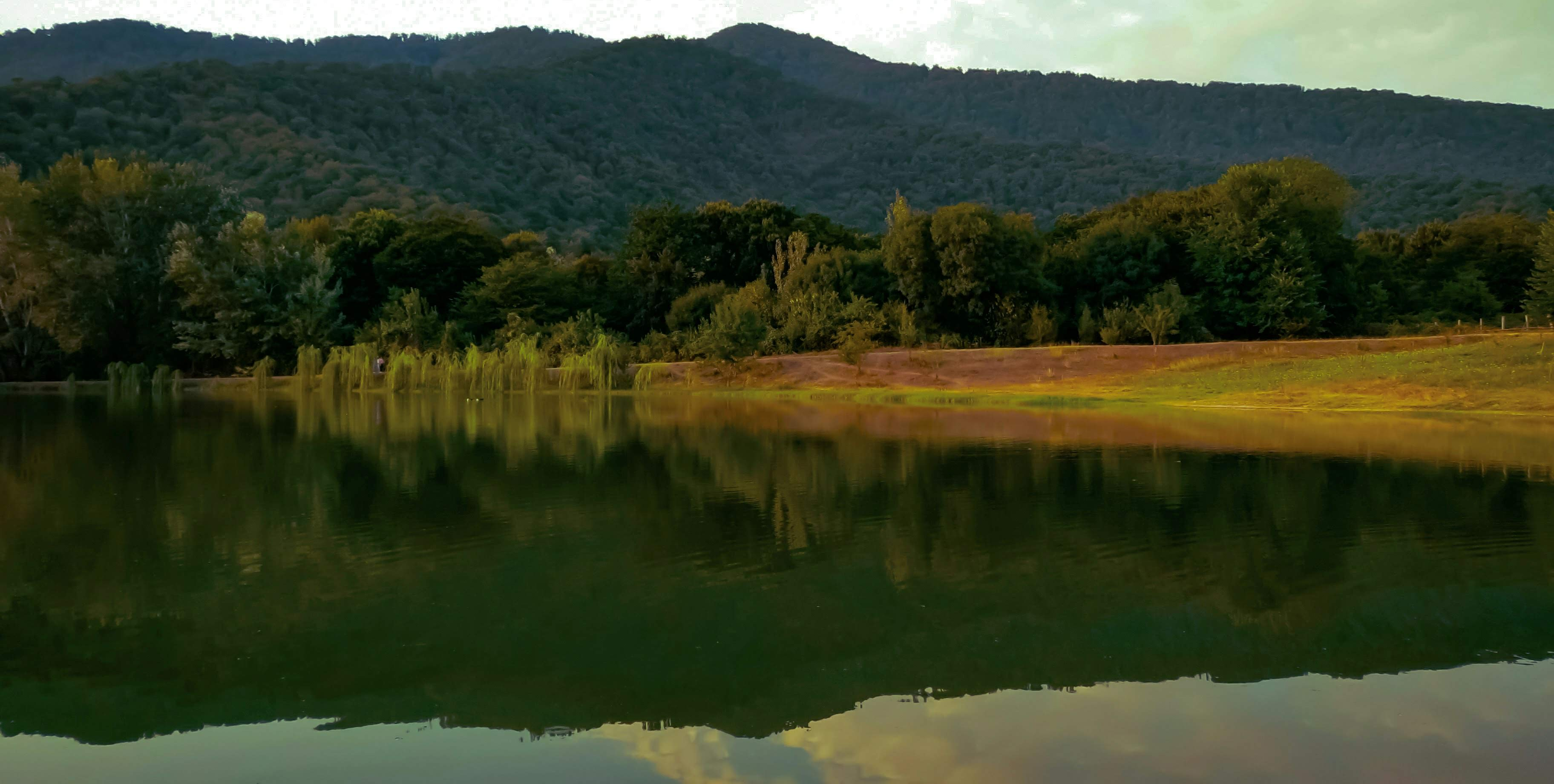
قازان گل آذربایجان

قازان‌گل (به لاتین: Qazangül) یک منطقه مسکونی در جمهوری آذربایجان است که در شهرستان زاقاتالا واقع شده است.